# Paul Giordimaina
Paul Giordimaina (Rabat, 28 aprile 1960) è un cantante maltese.
Ha rappresentato Malta all'Eurovision Song Contest 1991 con il brano Could It Be, in duetto con Georgina Abela.

## Biografia
Paul Giordimaina ha vinto il Malta Song Festival nel 1983 cantando Għalxejn, e anche l'edizione del 1985 con Għanja lil-omm. Ha inoltre conquistato un 3º posto nell'edizione del 2000 con il brano Kliem, e in quella del 2001 con Ma jifred ħadd, in duetto con Olivia Lewis.
Nel 1991 ha preso parte a Malta Song for Europe, il processo di selezione del rappresentante eurovisivo maltese, proponendo un duetto con Georgina Abela intitolato Could It Be. La giuria li ha scelti come vincitori. Alla finale dell'Eurovision Song Contest 1991, che si è tenuta il 4 maggio a Roma, si sono piazzati al 6º posto su 22 partecipanti con 106 punti totalizzati. Sono risultati i preferiti dalle giurie di Irlanda e Svezia, che hanno loro assegnato il punteggio massimo di 12 punti.
Nel 2011 Giordimaina ha vinto nuovamente la selezione eurovisiva maltese, questa volta come compositore, con il brano One Life interpretato da Glen Vella.

## Discografia

### Album
- 2007 - A Letter to Bernie

### Singoli
- 1991 - Could It Be (con Georgina Abela)